# Eclipse lunar de mayo de 2013
| Eclipse penumbral de luna 25 de mayo de 2013                               | Eclipse penumbral de luna 25 de mayo de 2013 |
| -------------------------------------------------------------------------- | -------------------------------------------- |
| Previo                                                                     | Eclipse \| Eclipse total \|                  |
| Posterior                                                                  | Eclipse \| Eclipse total \| Saros            |
|                                                                            |                                              |
| La Luna pasando de derecha a izquierda a través de la sombra de la Tierra. |                                              |
| Saros                                                                      | 150 (1 de 71)                                |
| Duración (h:min:s)                                                         |                                              |
| Penumbra                                                                   | 00:33:34                                     |
| Contactos                                                                  |                                              |
| P1                                                                         | 03:53:15 UTC                                 |
| Máximo                                                                     | 04:09:57 UTC                                 |
| P4                                                                         | 04:26:49 UTC                                 |

Un eclipse lunar penumbral ocurrió el 25 de mayo de 2013, el segundo de los dos eclipses lunares penumbrales del año. Este eclipse fue de gran importancia debido a que se inició el Saros 150 fue difícil observar a simple vista.

## Visualización

### Mapa
El siguiente mapa muestra las regiones desde las cuales fue posible ver el eclipse. En gris, las zonas que no observaron el eclipse; en blanco, las que si lo vieron; y en celeste, las regiones que pudieron ver el eclipse durante la salida o puesta de la luna.

### Perspectiva desde la Luna
|                                         |
| DATOS                                   |
| Conjunción elíptica: 04:26:03.1 TD      |
| Mejor punto del eclipse: 04:11:05.9 TD. |